# Erwin Kehlhoffner
Erwin Kehlhoffner (født 6. december 1983 i Strasbourg) er en fransk badmintonspiller. Han har ingen større internationale mesterskabs titler, men kvalificerede sig til VM i 2007 var han tabte i første runde. Kehlhoffner var udtaget til at repræsentere Frankrig ved sommer-OL 2008, hvor han kom til tredje runde. Her tabte han mod Chen Jin fra Kina, som tog bronzemedaljen.